# Orawa (rzeka)
Orawa (słow. Orava, węg. Árva) – rzeka w północnej Słowacji, w dorzeczu Dunaju, prawy dopływ Wagu o długości – 60,3 km. Powierzchnia dorzecza – 1.991,8 km², średni przepływ u ujścia – 34,4 m³/s.

## Nazwa
W historycznej formie „Arva” nazwa została po raz pierwszy zanotowana w roku 1267 w związku z istniejącym już wówczas Zamkiem Orawskim. Niewątpliwie pierwotnie odnosiła się ona do rzeki. Pochodzeniem nazwy zajmowało się wielu językoznawców, etymologów i historyków, zarówno polskich, jak i słowackich, m.in. Aleksander Brückner, Andrej Kavuljak, Šimon Ondruš, Jan M. Rozwadowski i Zdzisław Stieber, jednak brak jest dotychczas jednoznacznego wyniku tych badań. Według jednych z nich „Orawa” (Arva) jest nazwą presłowiańską, związaną z indoeuropejskim pierwiastkiem eren (szybki). Inne hipotezy wywodzą nazwę wprost od celtyckiego arva, oznaczającego szybką wodę, szybki ciek. Słowacka forma Orava (Oravia) była po raz pierwszy użyta w dokumencie z 1314 r.

## Opis
Orawa wypływa ze sztucznego Jeziora Orawskiego (Oravska priehrada), do którego wpadają rzeki Czarna Orawa (mająca źródła w Polsce) i Biała Orawa wraz z kilkudziesięcioma innymi mniejszymi potokami, wśród których wyróżnia się Orawica (Oravica). Przed powstaniem sztucznego jeziora przyjmowano, że Orawa powstaje z połączenia Białej i Czarnej Orawy we wsi Ustie.
Płynie na południowy zachód. Przyjmuje wiele drobnych dopływów, odwadniających Tatry Zachodnie, Beskid Orawsko-Żywiecki, Magurę Orawską, pogórze Gór Choczańskich i Małą Fatrę, Skoruszyńskie Wierchy, Pogórze Orawskie. Przepływa przez Twardoszyn i Dolný Kubín. Wpada do Wagu we wsi Królewiany na pograniczu Wielkiej i Małej Fatry, między Rużomberkiem a Martinem.
Orawa ma charakter rzeki górskiej, z najwyższymi stanami wody wiosną, podczas topnienia śniegu w Tatrach i w Beskidach. W miejscu ujścia jest większą rzeką (jest szersza i ma większy przepływ) niż Wag, do którego uchodzi. Dzieje się tak dlatego, że powierzchnia dorzecza Orawy jest większa od powierzchni dorzecza Wagu powyżej ich połączenia, a także dlatego, że dorzecze Orawy jest bogatsze w opady, niż dorzecze górnego Wagu.
Dopływy:

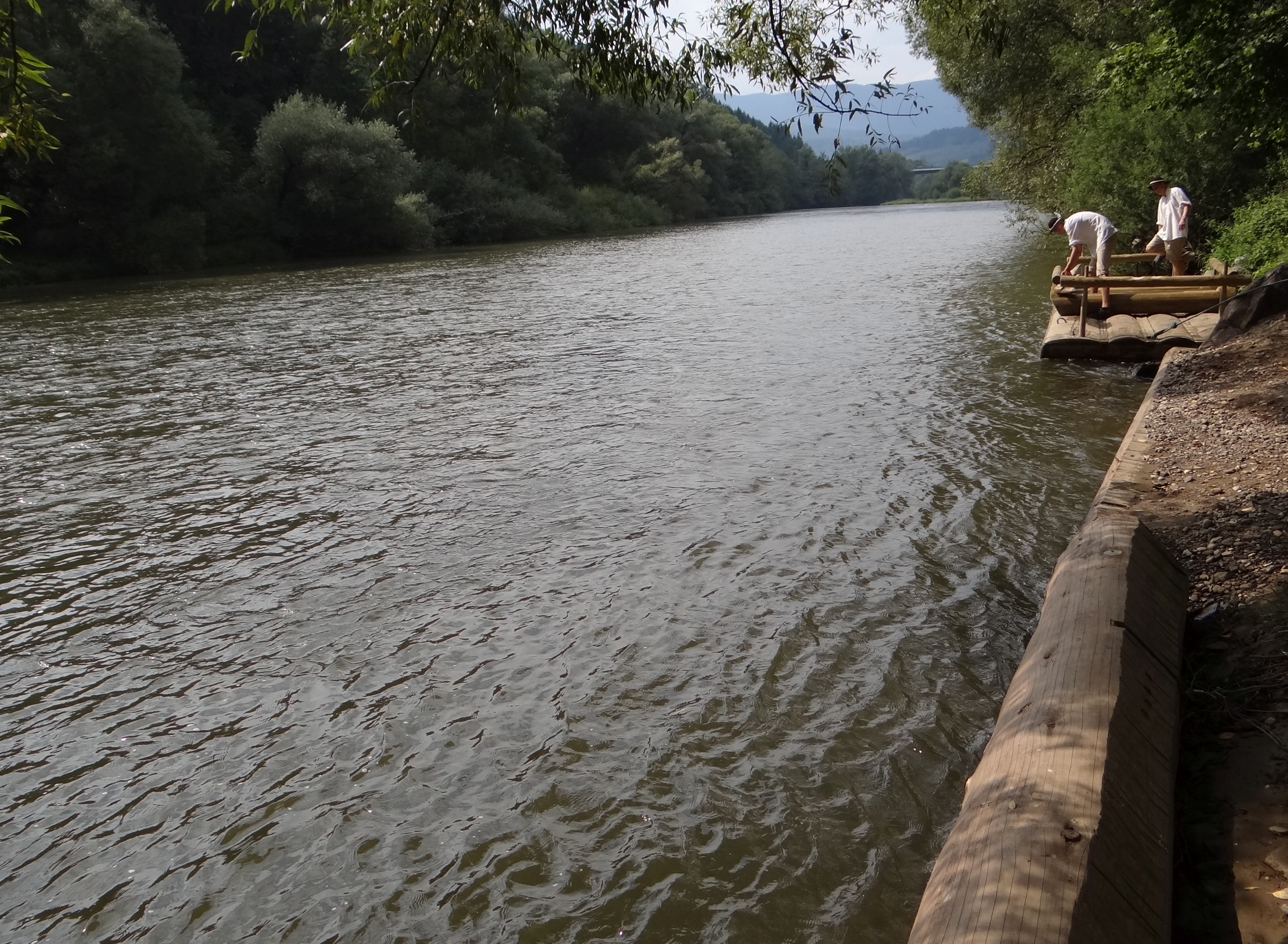
Orawa we wsi Dlhá nad Oravou

- prawe: Ráztoka, Podbielsky Cickov, Dlžiansky Cickov, Dubový potok, Skalický potok, Račová, Racibor, Jelšava, Lehotský potok, Orvišník, Istebnianka, Zázrivka, Bystrička
- lewe: Orawica, Zimna Woda Orawska, Krivský potok, Chlebnický potok, Šarý Grúň, Pribiš, Pucov, Jasenovský potok, Mlynský potok, Trsteník, Žaškovský potok.

Orawa jest główną rzeką historycznej krainy Słowacji o tej samej nazwie. W miejscowości Zamki Orawskie na wysokiej na 112 m skale stoi nad Orawą zabytkowy Zamek Orawski – dawniej siedziba administracji całego regionu orawskiego, dziś słowacka pamiątka narodowa i znacząca atrakcja turystyczna.
Niewielka część dorzecza Orawy leży w Polsce – są to dwa spośród kilku skrawków Polski należących do zlewiska Morza Czarnego: 358,4 km² na polskiej Orawie i 0,9 km² u źródeł Cichej Wody Orawskiej w Tatrach Zachodnich.